# Anne Marguerite de Lignéville

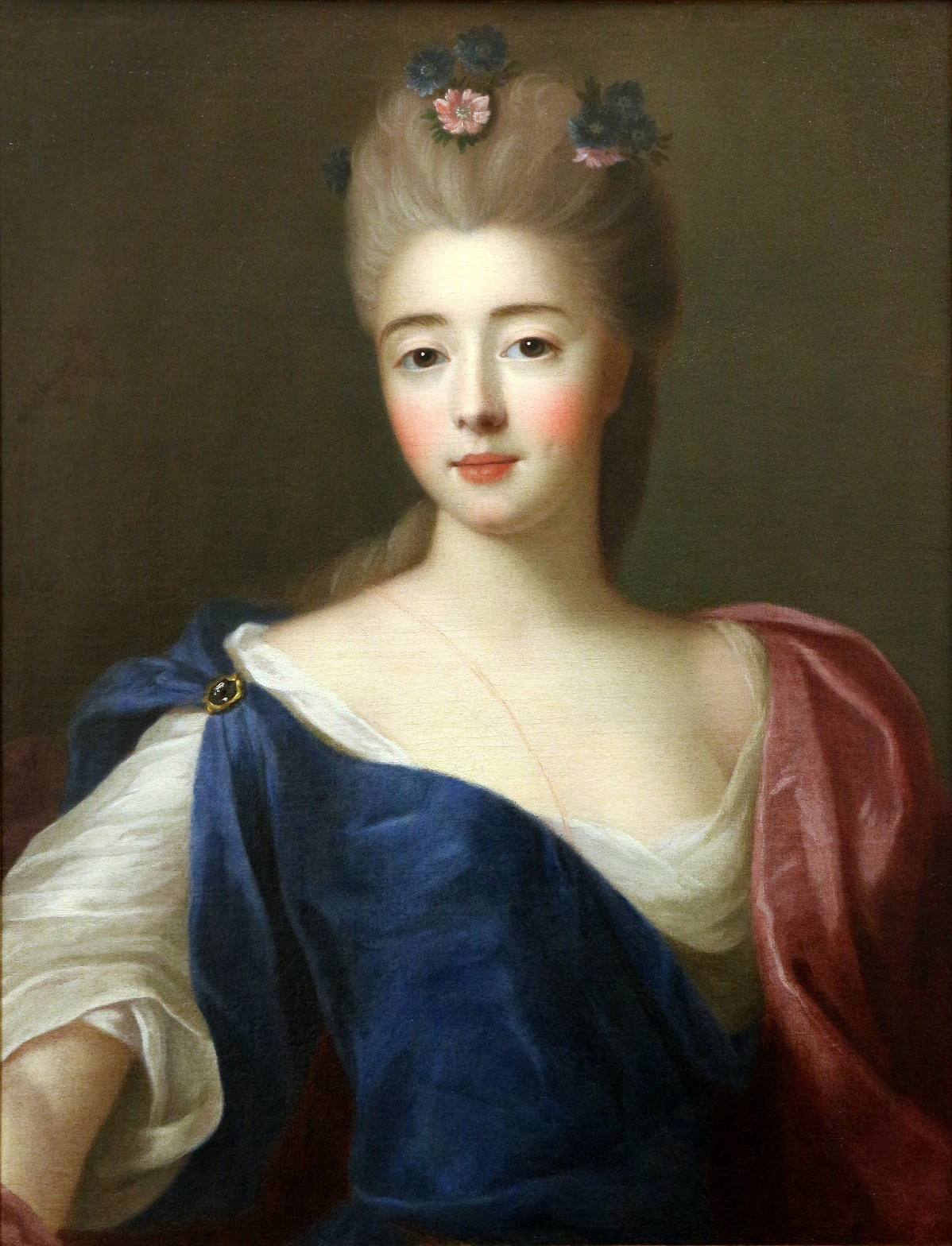
Anne Marguerite de Lignéville (um 1708)

Anne Marguerite de Lignéville-Houécourt (* 1686 in Houécourt (Herzogtum Lothringen); † 12. Juli 1772 auf Schloss Haroué) war eine lothringische Adlige, die als Mätresse des Herzogs Leopold I. von Lothringen (1679–1729) bekannt war.

## Leben
Anne Marguerite de Lignéville entstammt der Familie Lignéville (oder Ligniville), einem Adelsgeschlecht, das eines der vier der Grande Chevalerie de Lorraine war. Ihr Vater war Melchior de Lignéville, Reichsgraf, Marquis de Houécourt, Comte de Tumejus, lothringischer Kämmerer, ihre Mutter Marguerite Antoinette de Bouzey. Anne Marguerite wurde am 16. Dezember 1704 im Schloss Lunéville in Anwesenheit des Herzogs und der Herzogin von Lothringen mit Marc de Beauvau (1679–1754), einem Jugendfreund Leopolds, verheiratet. Die Marquise wurde Ehrendame der Herzogin und zwei Jahre später mit Einverständnis ihres Ehemanns die Mätresse des Herzogs.
Die Herzogin, Élisabeth Charlotte d’Orléans (1676–1744), zu dieser Zeit bereits Mutter von sieben Kindern (sieben weitere kamen noch hinzu) und zehn Jahre älter als ihre Hofdame, teilte ihrer Mutter Elisabeth Charlotte von der Pfalz, Herzogin von Orléans, den Ehebruch mit, erhielt von ihr aber nur den Rat, Haltung zu bewahren – die Herzogin von Lothringen und ihre Hofdame setzten ihr Leben an der Seite des Herzogs wie von ihm gewünscht fort.
Das Ehepaar bekam zwanzig Kinder, acht Söhne und zwölf Töchter:
- Élisabeth Charlotte (1705–nach 1754); ⚭ 1723 Charles Ferdinand François de La Baume, marquis de Saint-Martin et de Pesmes († 1736)
- Anne-Marguerite-Gabrielle (1707–1792); ⚭ (1) 1721 Jacques-Henri de Lorraine, prince de Lixheim (X 1734); ⚭ (2) 1739 Gaston Pierre de Lévis, Marquis (und 1751 Duc) de Mirepoix († 1757) (Haus Lévis)
- Gabrielle Françoise (1708–1758); ⚭ 1725 Gabriel Alexandre de Hénin-Liétard d’Alsace, 1735 Fürst von Chimay († 1745) (Haus Hénin)
- Marie Philippe Tècle (1709–1748), Kanonissin in Remiremont
- Nicolas Simon Juda (1710–1734), genannt Abbé de Craon
- Marie-Françoise-Catherine (1711–1786), Mätresse von Stanislaus Leszczyński, König von Polen und ab 1737 Herzog von Lothringen; ⚭ 1735 Louis François de Boufflers, marquis de Remiencourt († 1751)
- François Vincent Marc (1713–1742), Theologe, Abt von Lisle-en-Barrois, 1722 Primas von Lothringen
- Léopold Clément (1714–1723), Malteserordensritter
- Marie Louise Eugénie (1715–1734), 1728–1734 Äbtissin von Épinal
- Henriette Augustine (* 1716), Nonne im Orden von der Heimsuchung Mariens in Paris
- Charlotte Nicole (1717–1787), 1730 Äbtissin von Poussay; ⚭ 1724 Léopold Clément Marquis de Bassompierre († 1787)
- Anne Marguerite (* 1719), Nonne in Paris
- Charles-Juste (1720–1793), 2. Fürst de Beauvau et Craon, 1771 Mitglied der Académie française (Fauteuil 28), 1783 Marschall von Frankreich; ⚭ (1) 1745 Marie-Sophie-Charlotte de La Tour d’Auvergne (1729–1763), Tochter von Emanuel Theodose de La Tour d’Auvergne, Herzog von Bouillon (Haus La Tour d’Auvergne); ⚭ (2) 1764 Marie-Charlotte-Sylvie de Rohan-Chabot (1729–1807), Tochter von Guy-Auguste de Rohan-Chabot, Comte de Chabot, Witwe von Jean-Baptiste Louis de Clermont d’Amboise, Marquis de Revel
- Elisabeth (* 1722), Kanonisse in Poussy, dann Nonne in Paris
- Ferdinand Jérôme (1723–1790), Marquis de Haroué; ⚭ 1772 Louise Étienne Desmiers d’Archiac, Tochter von Étienne-Louis Desmiers, Comte d’Archiac de Saint-Simon, Lieutenant-général des armées du roi, und Marie d’Anthès, Enkelin von Jean-Henri d’Anthès
- Gabrielle-Charlotte (1724–nach 1790), Kanonissin in Remiremont, Nonne in Juvigny, 1760–1790 letzte Äbtissin von Saint-Antoine-des-Champs in Paris
- Alexandre Louis (1725–1745), Marquis de Craon, gefallen in der Schlacht bei Fontenoy
- Béatrix Alexis (1727–1730)
- Hilarion François Louis (*/† 1728)
- Antoine (1730–1736)

Einige dieser Kinder hatten den Ruf, den Herzog von Lothringen zum Vater zu haben, was ihnen ermöglichte, besonders glänzende Ehen zu schließen.
Marc de Beauvau, ein kluger Diplomat, selbstgefälliger Ehemann und Freund, sieht seine Treue zum Herzog belohnt. Er wurde zum Gouverneur und später zum Großstallmeister des Erbprinzen (ab 1723) Franz Stephan (1708–1765) ernannt, 1712 wurde er zum Marquis de Craon (das Marquisat wurde aus Haudonville und Haroué gebildet, wo er unter der Leitung von François Blondel, dem Architekten des Herzogs und Planer des Schlosses Lunéville, das Schloss Haroué errichten ließ.), 1722 zum Baron de Houdéville, 1722 auf Antrag des Herzogs von Kaiser Karl VI. zum Prince de Beauvau et Craon und Reichsfürsten, sowie 1727 von König Philipp V. von Spanien zum Granden 1. Klasse.
Im Jahr 1729 starb der Herzog im Alter von 49 Jahren. Erbprinz Franz Stephan wurde sein Nachfolger, aber da er seit sechs Jahren am Wiener Hof lebte, um seine Ausbildung zu vervollständigen, kehrte er nur für kurze Zeit in seine Herzogtümer zurück. Als er 1737 von der europäischen Diplomatie gezwungen wurde, seine Herzogtümer gegen die Toskana einzutauschen, ernannte er den Prince de Beauvau et Craon zu seinem Regenten in der Toskana mit dem Titel eines Vizekönigs. 1739 wurde Marc de Beauvau in den Orden vom Goldenen Vlies aufgenommen.
Marc de Beauvau starb 1754. Die Fürstin zog sich in das Schloss Haroué zurück, wo sie 1772 im Alter von 84 Jahren starb.